# Yadi
Yadi (kinesiska: 崖底, 崖底乡) är en socken i Kina. Den ligger i provinsen Henan, i den centrala delen av landet, omkring 220 kilometer väster om provinshuvudstaden Zhengzhou.
Genomsnittlig årsnederbörd är 661 millimeter. Den regnigaste månaden är juli, med i genomsnitt 151 mm nederbörd, och den torraste är december, med 3 mm nederbörd.